# Аборты во Флориде
Аборты во Флориде в настоящее время легальны до 6-й недели беременности в соответствии с законом, подписанным губернатором Роном Десантисом. С 1989 года Верховный суд Флориды постановил, что статья 1, раздел 23 Конституции Флориды защищает доступ к абортам. Это означает, что, несмотря на решение Верховного суда США по делу Доббс против женской организации здравоохранения Джексона, аборты во Флориде остаются законными. Однако 13 апреля 2023 года законодательный орган Флориды принял, а губернатор Десантис подписал закон о защите сердцебиения, который запрещает аборты после 6 недель, за исключением случаев изнасилования, кровосмешения, торговли людьми, диагноза фатальной аномалии развития плода и случаев, когда это необходимо для спасения жизни беременной женщины или защиты её здоровья.

## История

### История законодательства
Штат Флорида запретил аборты с ограниченными исключениями в 1900 году. Однако этот запрет был отменён в 1973 году Верховным судом Соединенных Штатов по делу Роу против Уэйда. Законодательное собрание Флориды в конечном итоге отменило их.
В 2007 году Флорида была одним из десяти штатов, в которых было принято положение об информированном согласии на аборты. Поставщики услуг по проведению абортов были обязаны показывать женщинам ультразвуковое исследование их плода, прежде чем разрешить им сделать аборт. В 2013 году закон о целенаправленном регулировании деятельности поставщиков абортов (TRAP) также применялся к абортам, вызванным медикаментозно.
В 2022 году законодательное собрание Флориды приняло законопроект Палаты представителей №5, запрещающий аборты после 15 недель беременности. Законопроект, подписанный губернатором Роном Десантисом, вступил в силу 14 апреля 2022 года. Новый закон подвергся юридической проверке, поскольку судья штата 5 июля 2022 года принял решение заблокировать исполнение закона, постановив, что Конституция Флориды, гарантирующая право на неприкосновенность частной жизни, делает закон неконституционным. Штат Флорида обжаловал это решение в Верховном суде Флориды, тем самым сохранив закон в силе на время рассмотрения дела.
В апреле 2023 года Палата представителей Флориды дала зелёный свет законопроекту, ограничивающему доступ к большинству абортов по истечении шести недель. Действующий запрет, который действовал на сроке 15 недель, был пересмотрен после 70-40 голосов в пользу запрета. Однако предлагаемый запрет допускает исключения в случаях инцеста или изнасилования при условии, что женщина может представить соответствующие документы, такие как судебный запрет и полицейский отчет. 13 апреля 2023 года Десантис подписывает закон о шестинедельном запрете абортов во Флориде.

### Судебная история
Решение Верховного суда Соединенных Штатов от 1973 года по делу Роу против Уэйда означало, что штат больше не может регулировать аборты в первом триместре беременности. Однако Верховный суд отменил решение Роу против Уэйда в 2022 году по делу Женской организации здравоохранения Доббс против Джексона.
Верховный суд Флориды постановил в 1989 году и в 2017 году, что статья 1, раздел 23 Конституции Флориды («Каждое физическое лицо имеет право быть оставленным в покое и свободным от вмешательства правительства в частную жизнь человека») защищает право женщины на аборт как вопрос конституционного права штата, независимо от федерального закона. После вступления в силу нового закона штата, запрещающего аборты после 15-й недели беременности, до сведения cуда было доведено новое дело по этому вопросу, которое всё ещё находится на рассмотрении.
1 июня 2022 года Американский союз гражданских свобод (ACLU), ACLU Флориды, Центр репродуктивных прав, Федерация планируемого родительства Америки и юридическая фирма Jenner & Block подали иск «Планируемое родительство Юго-Западной и Центральной Флориды и др. против штата Флорида и др.» от имени поставщиков медицинских услуг Флориды. 23 января 2023 года Верховный суд Флориды принял просьбу заслушать аргументы заявителя против законопроекта Палаты представителей №5. Запрет останется в силе во время рассмотрения апелляции.

### История клиники
Билли Эйвери открыла первую клинику для абортов во Флориде в Гейнсвилле. В клинике были синие ворсистые ковры, которые для многих женщин в то время придавали им комфорт, поскольку показывали, что аборт не будет кровавым делом, требующим выложенных плиткой, легко моющихся полов. В период с 1982 по 1992 год количество клиник для абортов в штате сократилось на 7, увеличившись со 140 в 1982 году до 133 в 1992 году. В 2017 году в штате насчитывалось 65 клиник для абортов, и более 73% округов штата не имеют клиник для абортов. В 2014 году 20% женщин штата в возрасте 15-44 лет проживали в округе, где не было клиники для проведения абортов. В 2017 году насчитывалось 22 клиники планирования семьи, из которых 13 предлагали услуги по прерыванию беременности. В то время во Флориде было 4 404 228 женщин в возрасте 15-49 лет.

## Статистика
В период с 1972 по 1974 год уровень смертности от незаконных абортов в штате на миллион женщин в возрасте 15-44 лет составлял от 0,1 до 0,9. В 1990 году 1 389 000 женщин в штате столкнулись с риском нежелательной беременности. Наибольшее количество легально произведенных абортов в штате в 2000, 2001 и 2003 годах произошло в Нью-Йорке (94 466; 91 792; и 90 820 успешных абортов соответственно), за которыми следуют Флорида (88 563; 85 589; и 88 247 соответственно) и Техас (76 121; 77 409 и 79 166 соответственно). В 2014 году опрос, проведенный Исследовательским центром Пью, показал, что 56% населения хотели бы, чтобы аборты оставались законными, а 38% не согласились с такой позицией. В 2017 году уровень младенческой смертности в штате составлял 6,1 смертей на 1000 живорождений.
| Отдел переписи населения и штат | Количество | Количество | Количество | Оценка | Оценка | Оценка | % Изменение в процентах за 1992-1996 годы |
| ------------------------------- | ---------- | ---------- | ---------- | ------ | ------ | ------ | ----------------------------------------- |
| Отдел переписи населения и штат | 1992       | 1995       | 1996       | 1992   | 1995   | 1996   | % Изменение в процентах за 1992-1996 годы |
| Южная Атлантика                 | 269,200    | 261,990    | 263,600    | 25.9   | 24.6   | 24.7   | –5                                        |
| Delaware                        | 5,730      | 5,790      | 4,090      | 35.2   | 34.4   | 24.1   | –32                                       |
| District of Columbia            | 21,320     | 21,090     | 20,790     | 138.4  | 151.7  | 154.5  | 12                                        |
| Флорида                         | 84,680     | 87,500     | 94,050     | 30     | 30     | 32     | 7                                         |
| Джорджия                        | 39,680     | 36,940     | 37,320     | 24     | 21.2   | 21.1   | –12                                       |
| Мэриленд                        | 31,260     | 30,520     | 31,310     | 26.4   | 25.6   | 26.3   | 0                                         |
| Северная Каролина               | 36,180     | 34,600     | 33,550     | 22.4   | 21     | 20.2   | –10                                       |
| Южная Каролина                  | 12,190     | 11,020     | 9,940      | 14.2   | 12.9   | 11.6   | –19                                       |
| Вирджиния                       | 35,020     | 31,480     | 29,940     | 22.7   | 20     | 18.9   | –16                                       |
| Западная Вирджиния              | 3,140      | 3,050      | 2,610      | 7.7    | 7.6    | 6.6    | –14                                       |